# Vieja Guardia (FET y de las JONS)
La «Vieja Guardia» de FET y de las JONS fue una organización de veteranos que existió en España.

## Historial
Tuvo sus orígenes en marzo de 1942, por un decreto-ley que creaba la «medalla de la Vieja Guardia» a la que podían acogerse aquellos que habían sido militantes de alguno de los dos partidos fusionados mediante el Decreto de Unificación: Falange Española de las JONS y la Comunión Tradicionalista. Al frente de esta «Vieja Guardia» quedó un inspector nacional, que respondía ante el secretario general de FET y de las JONS. Dependiente orgánicamente del partido único, la organización mantuvo una cierta autonomía en seno del «Movimiento». Durante la dictadura franquista, al igual que ocurrió con la «Guardia de Franco» o la Confederación Nacional de Excombatientes, la Vieja Guardia mantuvo una posición inmovilista. Dejó de funcionar como tal a finales de la década de 1950, víctima de su escasa operatividad; según José Luis Rodríguez Jiménez, tras su desaparición una parte de sus miembros se integraría en organizaciones falangistas opuestas a la línea oficial.